# Dr. R. Portegg
Dr. R. Portegg ist das gemeinsame Pseudonym des Regisseurs Franz Porten und seiner Tochter Rosa. Dieses Pseudonym benutzte Rosa Porten auch mit ihrem Mann Franz Eckstein.

## Filmografie (Auswahl)
- 1916: Die Wäscher-Resl
- 1917: Die Erzkokette
- 1917: Das Teufelchen
- 1917: Die nicht lieben dürfen...
- 1917: Gräfin Maruschka

## Quelle
- Für Porten/Porten: Das Opfer der Yella Rogesius Regie: Franz und Rosa Porten (Portegg)
- Rosa Porten bei filmportal.de. Dort heißt es: „Unter dem Pseudonym Dr. R. Portegg schrieben sie und ihr Mann Franz Eckstein zahlreiche Drehbücher und führten auch Regie.“